# Jan Guillou

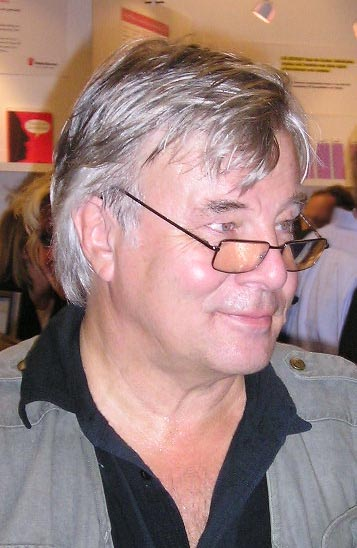
Jan Guillou (2005)

Jan Oscar Sverre Lucien Henri Guillou (* 17. Januar 1944 in Södertälje) ist ein schwedischer Journalist und Romanautor.
Jan Guillou wurde international vor allem durch seine Spionage-Thriller über den schwedischen Geheimagenten Graf Carl Hamilton alias Coq Rouge bekannt.

## Leben
Jan Guillou ist seit 1966 als Journalist für Zeitungen, Zeitschriften und Fernsehen tätig. Seine schriftstellerische Karriere begann in den siebziger Jahren. Bisher hat er über 30 Bücher veröffentlicht (darunter Belletristik, Reportagen und kontroverse Bücher). Darüber hinaus hat er auch Theaterstücke und Fernsehspiele geschrieben.
1973 veröffentlichten er und sein Kollege Peter Bratt in der Wochenzeitschrift Folket i Bild – Kulturfront einen Artikel über illegale Machenschaften beim schwedischen Geheimdienst Informationsbyrån, der mit Hilfe der schwedischen Sozialdemokraten eine umfangreiche Datensammlung über politisch aktive Personen und Organisationen angelegt hatte. Für die Veröffentlichung, in der er die Zusammenarbeit des neutralen Schweden mit den Amerikanern aufdeckte, wurde er zu einer zehnmonatigen Gefängnisstrafe wegen Spionage verurteilt, von denen er fünf Monate in Einzelhaft verbüßte. Zunächst war er im Zentralgefängnis Långholmen inhaftiert.
1975 hatte einer seiner Artikel über die Aktivitäten der CIA zur Folge, dass zwei US-Diplomaten das Land verlassen mussten. Guillous Recherchen erregten weltweit Aufsehen.
1981 erschien der autobiographisch gefärbte Internatsroman Ondskan (dt. Titel: Evil. Das Böse; übersetzt von Gabriele Haefs), in dem Guillou seine Erlebnisse im schwedischen Internat Solbacka verarbeitet. Der Roman erregte in Schweden großes Aufsehen.
In den letzten Jahren hat sich Guillou verstärkt von zeitgenössischen Themen weg und dem Historischen Roman des Mittelalters zugewandt. Seine Trilogie über den Kreuzritter Arn Magnusson spielt im 12. Jahrhundert.
Im Jahr 2000 gründete Guillou u. a. mit Liza Marklund den Piratförlaget (Piratenverlag) als Protest gegen die Vertragsbedingungen der Autoren bei den schwedischen Großverlagen.
Basierend auf Ondskan erschien 2003 der Film Evil von Regisseur Mikael Håfström mit Andreas Wilson in der Hauptrolle. 2023 wurde das Buch von den Regisseuren Erik Leijonborg und Daniel di Grado für den schwedischen Sender TV4 als 6-teilige Serie adaptiert. Basierend auf seiner Coq-Rouge-Reihe entstanden mehrere Filme, so 1989 Coq Rouge und 1992 Der demokratische Terrorist von Per Berglund, beide mit dem Hauptdarsteller Stellan Skarsgård, 1998 Commander Hamilton mit Peter Stormare in der Hauptrolle und 2012 Agent Hamilton – Im Interesse der Nation von Kathrine Windfeld und Agent Hamilton 2 – In persönlicher Mission (Hamilton – Men inte om det gäller din dotter), beide mit dem Hauptdarsteller Mikael Persbrandt.
Im Herbst 2009 deckte die schwedische Abendzeitung Expressen auf, dass Guillou in den Jahren 1967 bis 1972 für den sowjetischen Geheimdienst KGB tätig gewesen war und diesem gegen Bezahlung Berichte abgeliefert hatte. Guillou gab diese Kontakte zu und gab an, es sei ihm darum gegangen, den KGB aus journalistischen Gründen zu infiltrieren. Guillou war vor und nach dieser Zeit Mitglied verschiedener Gruppierungen, die der kommunistischen Partei Schwedens nahestehen. Diese Enthüllungen säten Zweifel an der Glaubwürdigkeit und Integrität Guillous, der regelmäßiger Gast in Talkshows ist und sich in die öffentliche Debatte zu politischen und gesellschaftlichen Themen einschaltet.

## Auszeichnungen
- 1988 Schwedischer Krimipreis (National) für: I nationens intresse. Norstedt, Stockholm 1988 (dt.: Im Interesse der Nation. Piper, München 1992)

## Werke

### Coq-Rouge-Reihe
1. Coq Rouge. Berättelsen om en svensk spion. 1986.
Deutsch: Coq Rouge. Piper, München 2001, ISBN 3-492-23370-8.
2. Den demokratiske terroristen. 1987
Deutsch: Der demokratische Terrorist. Piper, München 2001, ISBN 3-492-23371-6 (erstmals 1990 auf Deutsch)
3. I nationens interesse. 1988.
Deutsch: Im Interesse der Nation. Piper, München 2001, ISBN 3-492-23372-4.
4. Fiendens fiende. 1989.
Deutsch: Feind des Feindes. Piper, München 2001, ISBN 3-492-23373-2.
5. Den hedervärde mördaren. 1990.
Deutsch: Der ehrenwerte Mörder. Piper, München 2001, ISBN 3-492-23374-0.
6. Vendetta. 1991.
Deutsch: Unternehmen Vendetta. Piper, München 2002, ISBN 3-492-23375-9.
7. Ingen mans land. 1992.
Deutsch: Niemandsland. Piper, München 2002, ISBN 3-492-23376-7.
8. Den enda segern. 1993.
Deutsch: Der einzige Sieg. Piper, München 2002, ISBN 3-492-23377-5.
9. I hennes Majestäts tjänst. 1994.
Deutsch: Im Namen Ihrer Majestät. Piper, München 2002, ISBN 3-492-23378-3.
10. En medborgare höjd över varje misstanke. 1995.
Deutsch: Über jeden Verdacht erhaben. Piper, München 2002, ISBN 3-492-23210-8.
11. Madame terror. 2006.
Deutsch: Madame Terror. Sonderauftrag für Hamilton. Piper, München 2008, ISBN 978-3-492-25416-8 (übersetzt von Katrin Frey).
12. Men inte om det gäller din dotter. 2008 (Noch nicht übersetzt)[3]

### Hamilton & Ponti Reihe
1. Den som dödade helvetets änglar (2022) – Den der dræbte helvedes engle – 2022, ISBN 978-87-7007-608-1
2. Eventuellt uppsåt – Att döda ortens gangsters (2023) – Bedrag Bedragerne – 2023, ISBN 978-87-7007-845-0

### Die Götaland-Tetralogie
1. Vägen till Jerusalem. 1998.
Deutsch: Der Kreuzritter – Aufbruch. Heyne, München 2009, ISBN 978-3-453-47096-5.[4]
2. Tempelriddaren. 1999.
Deutsch: Der Kreuzritter – Verbannung. Heyne, München 2009, ISBN 978-3-453-47095-8.[5]
3. Riket vid vägens slut. 2000.
Deutsch: Der Kreuzritter – Rückkehr. Heyne, München 2009, ISBN 978-3-453-47094-1.[6]
4. Arvet efter Arn. 2001.
Deutsch: Der Kreuzritter – Das Erbe. Heyne, München 2010, ISBN 978-3-453-47097-2.

### Romanreihe über Polisintendent Eva Johnsén-Tanguy
1. Tjuvarnas marknad. Piratförlaget, Stockholm 2004, ISBN 91-642-0132-5.
2. Fienden inom oss. Piratförlaget, Stockholm 2007, ISBN 91-642-0242-9.
3. Men inte om det gäller din dotter. Piratförlaget, Stockholm 2008, ISBN 978-91-642-0265-9.[7]

### Brückenbauer-Reihe
1. Brobyggarna. 2011.
Deutsch: Die Brückenbauer. Heyne, München 2012, ISBN 978-3-453-26825-8 (übersetzt von Lotta Rüegger und Holger Wolandt).
2. Dandy. 2012.
Deutsch: Die Brüder. Heyne, München 2013, ISBN 978-3-453-26840-1.
3. Mellan rött och svart. 2013.
Deutsch: Die Heimkehrer. Heyne, München 2014, ISBN 978-3-453-26840-1.
4. Att inte vilja se. 2014.
Deutsch: Schicksalsjahre. Heyne, München 2015, ISBN 978-3-453-47139-9.
5. Blå stjärnan. 2015.
Deutsch: Die Schwestern. Heyne, München 2017, ISBN 978-3-453-27030-5.
6. Äkta amerikanska jeans. 2016.
Deutsch: Der Sohn. Heyne, München 2018, ISBN 978-3-453-27031-2.
7. 1968. 2017.
8. De som dödar drömmar sover aldrig. 2018.
9. Den andra dödssynden. 2019.
10. Slutet på historien. 2020.

### Andere
- Det stora avslöjandet. Neuauflage. Piratförlaget, Stockholm 2004, ISBN 91-642-0114-7 (EA Stockholm 1974).
- Ondskan. 1981.
  - Deutsch: Evil – Das Böse. Hanser, München 2005, ISBN 978-3-446-20646-5.
- Häxornas försvarare. Ett historiskt reportage. Piratförlaget, Stockholm 2003, ISBN 91-642-0037-X.